# Teunis van der Linden
Teunis van der Linden (21 januari 1884 - 1965) was een Nederlandse scheikundige. Hij heeft aan de Universiteit van Amsterdam gewerkt aan de chlorering van alkanen, in het bijzonder cyclohexaan. Een van de isomeren van hexa-chloor-cyclohexaan (HCH), het gamma-1,2,3,4,5,6-hexa-chloor-cyclo-hexaan bleek biologisch actief en geschikt als insectenverdelger. Het staat bekend en wordt nog steeds gebruikt onder de naam Lindaan. 
Een van de toepassingen is het verdelgen van larven van boktorren in hout. Ook wordt lindaan in sommige landen nog gebruikt in de bestrijding van menselijke ectoparasieten zoals hoofdluis, schurft maar ook muggen.
Van der Linden was secretaris van de Nederlandse Chemische Vereniging van 1937 tot 1954. Gedurende de Tweede Wereldoorlog was het secretariaat gevestigd in het woonhuis van de familie van der Linden aan de Amsteldijk in Amsterdam. Ten tijde van zijn pensionering werd de vereniging het predicaat Koninklijk verleend. Hij is ook persoonlijk onderscheiden. In zijn studententijd was Van der Linden oprichter van het Vrij Dispuutgezelschap .V.I.V.A.T., verbonden aan het studentencorps in Amsterdam, het ASC/AVSV.